# Cantone di Dieppe-1
Il Cantone di Dieppe-1 è una divisione amministrativa dell'Arrondissement di Dieppe.
È stato istituito a seguito della riforma dei cantoni del 2014, che è entrata in vigore con le elezioni dipartimentali del 2015.

## Composizione
Comprende parte della città di Dieppe e i comuni di:
- Ambrumesnil
- Aubermesnil-Beaumais
- Colmesnil-Manneville
- Hautot-sur-Mer
- Longueil
- Martigny
- Offranville
- Ouville-la-Rivière
- Quiberville
- Rouxmesnil-Bouteilles
- Saint-Aubin-sur-Scie
- Saint-Denis-d'Aclon
- Sainte-Marguerite-sur-Mer
- Sauqueville
- Tourville-sur-Arques
- Varengeville-sur-Mer